# Маргарита Баварска (1363 – 1423)
Маргарита Баварска (на немски: Margarete von Bayern; * 1363, Хага, Графство Холандия; † 23 януари 1423, Дижон, Кралство Франция) от династия Вителсбахи, е баварска принцеса и като съпруга на Жан Безстрашни херцогиня на Бургундия от 27 април 1404 до 10 септември 1419 г. Тя е регентка на Бургундска Нидерландия по време на отсъствието на съпруга ѝ през 1404 – 1419 г. и регентка на Френска Бургундия по време на отсъствието на сина ѝ през 1419 – 1423 г. Тя става най-известна с успешната си защита на Херцогство Бургундия срещу граф Жан IV д’Арманяк през 1419 г.

## Произход
Тя е третото дете на Албрехт I (* 1336 † 1404), херцог на Бавария-Щраубинг, и на първата му съпруга Маргарита от Лигнитц-Бриг († 1386). Има трима братя и три сестриː
- Катарина (1360 – 1402), съпруга на херцог Вилхелм фон Юлих-Гелдерн
- Йохана (1362 – 1386), съпруга на Вацлав IV, бъдещ крал на Бохемия
- Вилхелм II (1365 – 1417), херцог на Щраубинг-Холандия
- Албрехт II (1368 – 1397), щатхалтер на Херцогство Бавария-Щраубинг
- Йохан III (1374 – 1425), княз-епископ на Лиеж (1390 – 1418) и от 1404 г. херцог на Щраубинг-Холандия
- Йохана София (1377 – 1410), сгодена за Албрехт IV, херцог на Австрия

## Биография
На 12 април 1385 г. Маргарита се омъжва на двойната сватба в Камбре за по-малкия с осем години от нея Жан Безстрашни, граф на Невер, наследник на династията Валоа-Бургундия от 1404 г. и херцог на Бургундия. Той е син на херцог Филип II Бургундски. Сватбата е голямо събитие от европейски ранг. Те имат над 20 000 гости. Френският крал Шарл VI също присъства. На същия ден нейният брат Вилхелм II се жени за Маргарита Бургундска, сестра на Жан Безстрашни.
Със смъртта на Филип II Смели през 1404 г. и Маргарита III от Дампиер през 1405 г. Жан наследява тези територии и Маргарита става херцогиня. Те имат само един син – Филип III Добрия, който наследява тези територии, и седем дъщери.
През 1409 г. Маргарита е назначена за заместник-регентка на Херцогство Бургундия, за да управлява всеки път, когато съпругът ѝ отсъства от херцогството, за да се грижи за други части на неговото царство.
През 1419 г. тя овдовява. Нейният син потвърждава назначаването от страна на баща му на Маргарита за заместник-регентка на Бургундия и тя управлява Бургундия по време на отсъствието на сина си през 1419 – 1423 г.

Умира през 1423 г. в Дижон на около 59-60-годишна възраст и е погребана там.

- Посмъртен портрет на Маргарита от XVI век
- Гробовете на Жан и Маргарита в Дижон

## Брак и потомство
∞ 12 април 1385 в Камбре за Жан Безстрашни (* 1371, † 1419), граф на Невер, наследник на династията Валоа-Бургундия от 1404 г. и херцог на Бургундия, от когото има осем деца, от които седем дъщери. Дъщерите им получават добро образование и за петте сестри съвременниците казват че са „обикновени, като сови, които са израснали в „топла семейна атмосфера“ в херцогската резиденция, разположена в Бургундия; всички те са близки с тяхната баба по бащина линия – графиня Маргарита Фландърска.
- Маргарита Бургундска (* декември 1393, † 2 февруари 1441/1442), чрез брак дофина на Франция и графиня на Ричмънд, ∞ 1. за Луи дьо Валоа, херцог на Гиен, от когото няма деца 2. за Артур III Бретански, конетабъл на Франция от 1425 г., херцог на Бретан (1457 – 1458), граф дьо Монфор-л’Амори от 1457 г., пер на Франция и виден френски пълководец от епохата на Стогодишната война, от когото няма деца
- Екатерина Бургундска († 1414)
- Мария Бургундска (* 1393, Дижон; † 30 октомври 1463) ∞ 1406 за Адолф II, граф на Клеве и Марк, от когото има десет деца
- Изабела Бургундска (* 1395, † 1412), ∞ за Оливие дьо Шатийон, граф на Пантиевър
- Филип III Добрия (* 31 юли 1396, Дижон; † 15 юли 1467, Брюге) ∞ 1. за Мишел дьо Валоа (* 1395 † 1422), от която няма деца, ∞ 2. за Бона д’Артоа (* 1396 † 1425), от която няма деца, ∞ 3. за Изабела Португалска (* 1397, † 1471), от която има един син.
- Жана Бугундска (* 1399, † 1406)
- Анна Бургундска (* 1404, † 1432) ∞ за Джон от Ланкастър, херцог на Бедфорд
- Агнес Бургундска (* 1407, † 1 декември 1476) ∞ за Шарл I дьо Бурбон (* 1401 † 1456), от когото има десет деца

- Скици на дъщерите с гербове
- Маргарита дьо Гиен
- Мария дьо Клев
- Изабела дьо Пентиевър
- Анна, херцогиня на Бедфорд
- Агнес дьо Бурбон